# Jarrett Hoffpauir
Pour les articles homonymes, voir Hoffpauir.
Jarrett Lee Hoffpauir (né le 18 juin 1983 à Natchez, Mississippi, États-Unis) est un joueur de deuxième but et de troisième but des Ligue majeure de baseball sous contrat avec les Nationals de Washington.

## Carrière
Jarrett Hoffpauir est drafté au sixième tour par les Cardinals de Saint-Louis en juin 2004. Il fait ses débuts dans les majeures avec cette équipe le 3 juillet 2009 et obtient son tout premier coup sûr au plus haut niveau, un simple bon pour deux points frappé aux dépens d'un lanceur des Reds de Cincinnati, Nick Masset. Hoffpauir ne dispute que huit parties pour les Cards avant d'être rétrogradé en ligue mineure. Laissé sans protection en novembre 2009, il est réclamé au ballottage par les Blue Jays de Toronto.
Hoffpauir apparaît dans 13 parties du club torontois durant la saison 2010, passant la majeure partie de l'année dans le niveau Triple-A avec Las Vegas, le club-école des Blue Jays, où il maintient une moyenne au bâton de 0,295 avec 16 circuits et 73 points produits en 107 matchs.
Le 6 octobre 2010, il change encore d'équipe via la procédure de ballottage. Cette fois, le joueur de deuxième et troisième but est réclamé par les Padres de San Diego. Il commence la saison 2011 sur la liste des blessés et passe toute l'année en ligues mineures dans la Ligue de la côte du Pacifique avec les Padres de Tucson.
Devenu agent libre, il rejoint en décembre 2011 les Nationals de Washington.

## Statistiques
| Saison | Équipe      | G  | AB | R | H  | 2B | 3B | HR | RBI | SB | BA   |
| ------ | ----------- | -- | -- | - | -- | -- | -- | -- | --- | -- | ---- |
| 2009   | Saint-Louis | 8  | 12 | 1 | 3  | 2  | 0  | 0  | 2   | 0  | .250 |
| 2010   | Toronto     | 13 | 34 | 1 | 7  | 1  | 0  | 0  | 0   | 0  | .206 |
| Totaux | Totaux      | 21 | 46 | 2 | 10 | 3  | 0  | 0  | 2   | 0  | .217 |

Note : G = Matches joués ; AB = Passages au bâton; R = Points ; H = Coups sûrs ; 2B = Doubles ; 3B = Triples ; 
HR = Coup de circuit ; RBI = Points produits ; SB = Buts volés ; BA = Moyenne au bâton.